# جزیره سنگ
مردان انیس (به زبان کورنی به معنای «جزیره سنگی») یک فیلم بریتانیایی در ژانر ترسناک، روانشناختی فولکلور است که در سال 2022 منتشر شد. این فیلم توسط مارک جنکین فیلم‌برداری، ساخته، نوشته و کارگردانی شده است. فیلم بر روی نگاتیو 16 میلی‌متری ضبط شده و بازیگرانی چون مری وودواین، ادوارد رو، فلو کرو و جان وودواین در آن به ایفای نقش پرداخته‌اند.
این فیلم در دوران قرنطینهٔ کووید-19 فیلم‌برداری شده و گروه تولید در طول ساخت، اولویت را بر ایجاد یک اثر با کربن پایین قرار دادند. مردان انیس برای اولین بار در بخش دوهفته‌ کارگردانان جشنواره فیلم کن 2022 به نمایش درآمد.

## خلاصه داستان
داستان در سال 1973 در جزیره‌ای خالی از سکنه در ساحل کورن‌وال اتفاق می‌افتد، جایی که یک داوطلب حفاظت از حیات وحش با مشاهده روزانه یک گل نادر، وارد سفری متافیزیکی می‌شود که او و بیننده را مجبور می‌کند واقعیت و کابوس را بازشناسی کنند.
تنها ویژگی که جریان پیوسته زمان را نشان می‌دهد (اگرچه به‌طور بسیار سریع)، ظاهر شدن یک گلسنگ بوشی شکل است که در عرض سه روز روی گل‌ها و همزمان روی بدن شخصیت اصلی رشد می‌کند. او رابطه‌ای مبهم با یک سنگ ایستاده مرموز، یک دختر نوجوان که ممکن است دختر یا خود جوان‌تر او باشد، یک مبلغ مرموز که ممکن است پدرش باشد، گروهی از معدنچیان روح‌گونه که در تونل‌های جزیره می‌پایند و تنها ارتباط انسانی‌اش، یک ماهیگیر که ممکن است زمانی با او عاشق بوده، دارد.

## بازیگران
- مری وودواین در نقش داوطلب
- ادوارد رو در نقش قایق‌ران
- فلو کرو در نقش دختر
- جان وودواین در نقش مبلغ
- جو گری در نقش معدنچی
- لاودای تووم‌لاو در نقش نوزاد
- کالوم میچل در نقش مهندس صدا

## انتشار
مردان انیس برای اولین بار در بخش دوهفته‌ کارگردانان جشنواره فیلم کن 2022 به نمایش درآمد. در بودمین، بلیت‌های شب افتتاحیه فیلم ظرف چند ساعت به فروش رفت و فیلم در سینماهای سراسر کورن‌وال موفقیت گیشه‌ای به همراه داشت.
شرکت نئون حقوق پخش فیلم در آمریکای شمالی را خریداری کرده است.

### تبلیغات
فیلم به‌صورت دو زبانه تبلیغ شد و پوسترهایی به هر دو زبان انگلیسی و کورنی تولید شدند. تصور می‌شود که این نخستین باری است که یک فیلم بلند با پوسترهای کورنی منتشر شده است.

### پذیرش منتقدان
در وب‌سایت گردآورنده نقد راتن تومیتوز، 80 درصد از 94 نقد منتقدان مثبت است و میانگین امتیاز 6.8 از 10 را دارد. توافق عمومی وب‌سایت می‌گوید: «اگرچه اسرار داستان ممکن است در نهایت کمتر جذاب باشند، اما زیبایی‌شناسی قدیمی انیز من و تصاویر انتزاعی جذاب آن، این فیلم را به یک لذت سرد برای طرفداران وحشت تبدیل می‌کند.» در متاکریتیک، فیلم بر اساس 15 نقد، امتیاز میانگین وزنی 78 از 100 را دارد که نشان‌دهنده «نقدهای عموماً مطلوب» است.
مارک کرمود در نقد خود برای گاردین، به فیلم پنج ستاره داد و آن را «یک تصویر غنی و اصیل از کورن‌وال» نامید و گفت بازی وودواین «به‌طور بی‌صدا مسحورکننده» است. آدام اسکاول، نویسنده بی‌بی‌سی کالچر، گفت که فیلم «یک بیان کامل، ضد رمانتیک از اسرارآمیز بودن کورن‌وال» است.
در مقاله‌ای برای فار اوت، کالوم راسل نوشت که مردان انیس «مانند ادامه معنوی فیلم بیت»، فیلم قبلی جنکین، به نظر می‌رسد و «بیشتر شبیه یک نصب هنری نوآورانه است تا یک اثر داستانی روایت‌محور».